# 木村昌福
木村 昌福（きむら まさとみ、1891年（明治24年）12月6日 - 1960年（昭和35年）2月14日）是大日本帝國海軍軍人。最終階級是海軍中將。靜岡縣出生。
作為歷戰的現場指揮官於太平洋戰爭的海上戰鬥中建立不少功勳，特別在指揮有「奇跡作戰」之稱的『基斯卡島撤退作戰』期間，將5000多名日本兵士在絲毫無損下撤出基斯卡島的事蹟最為有名。

## 略歷
於靜岡縣靜岡市紺屋町出生，是家中的次男。父親近藤壯吉是律師（當時稱為「代言人」，後於大正5年病死），而母親為近藤鈴（すず，東京女子師範畢業、帝國女子醫專舍監）則為藩士之後。在出生後成為木村家（母親的娘家，為原鳥取藩士）的養子，並入籍木村家（因此木村的本籍為鳥取縣鳥取市），但仍繼續由靜岡的近藤家所撫養。
在舊制静岡師範學校附屬小学校、靜岡縣立靜岡中学校（畢業名次為80人中第39位）畢業後，進入海軍兵學校就讀並為第41期學生。於入校時名次為120名中第84位，畢業時為118人中107位。同期有草鹿龍之介、大田實、市丸利之助、田中頼三等人。
被稱為所謂丟的「拖車（車曳き）」（驅逐艦乘員）並作為水雷佬（水雷屋）經歷其軍人生涯的人物，在太平洋戰爭開戰時為重巡洋艦「鈴谷」艦長。在1943年2月履任第3水雷戰隊司令官。在俾斯麥海海戰身負重傷，在傷癒復出後成為第1水雷戰隊司令官。在同年7月指揮基斯卡島撤退作戰令駐島日本軍成功撤退。於1944年在雷伊泰島再度指揮並完成挺身輸送作戰「多號作戰」，在其後的「禮號作戰」中指揮其艦隊成功突入民都洛島的美軍登陸地點。
其後，被任命為海軍兵學校防府分校長、防府海軍通信學校長（兼任）直到終戰。

## 飾演過木村昌福的演員
- 三船敏郎《太平洋奇蹟的作戰 金斯卡島》（太平洋奇跡の作戦 キスカ，1965年／東寶）

該電影中，並沒有出現木村的原名，而是改成大村少將。

## 關聯項目
- 大日本帝國海軍軍人一覽